# Ana Lúcia Castilho da Mota
Ana Lúcia Castilho da Mota (San Paolo, 6 luglio 1968) è un'ex cestista brasiliana.

## Carriera
Con il Brasile ha disputato i Campionati americani del 1989 e i Campionati mondiali del 1990.